# Franco Gulli
Franco Gulli (Trieste, 1º settembre 1926 – Bloomington, 20 novembre 2001) è stato un violinista e didatta italiano.

## Biografia
Ha iniziato i propri studi nel 1931 presso la scuola musicale del padre, Franco Gulli Sr., diplomandosi poi al Conservatorio di Trieste nel 1944 dove, nello stesso mese di ottobre, debutta con la locale orchestra al Teatro Verdi, con il Concerto di Beethoven.
Si perfeziona poi con Arrigo Serato all'Accademia Chigiana di Siena, con Joseph Szigeti e con Theodore Pashkus.
Si esibisce in tutto il mondo: dal Teatro alla Scala al Concertgebouw di Amsterdam, dal Musikverein di Vienna alla Carnegie Hall di New York.
Nel 1956 esegue il Concerto per violino e orchestra No.1 di Niccolò Paganini, diretto da Sergiu Celibidache al Teatro alla Scala di Milano.
Negli anni quaranta si esibisce in duo con il pianista triestino Guido Rotter, collaborazione terminata nel 1948, quando forma Duo stabile con Enrica Cavallo, poi divenuta sua moglie; successivamente costituisce il Trio Italiano d'Archi, assieme al violista Bruno Giuranna, al violoncellista Amedeo Baldovino (1ª formazione: dal 1957 al 1962) e poi con il violoncellista Giacinto Caramia (2ª formazione: dal 1962).
Quale didatta, Franco Gulli ha tenuto corsi di perfezionamento all'Accademia Musicale Chigiana di Siena e al Conservatorio di Lucerna; dal 1972, trasferitosi negli USA, tenne la cattedra presso il Dipartimento di Musica dell'Università di Bloomington nell'Indiana, con il titolo di Distinguished Professor of Music. Ha tenuto inoltre, corsi di specializzazione in Europa, negli Stati Uniti e in Giappone.
Franco Gulli è stato membro della giuria dei Concorsi Internazionali di: Bruxelles, Londra, Genova (Premio Paganini) 1967, 1970, 1977, Monaco di Baviera, Monaco, New York, Indianapolis; è inoltre stato membro dell'Accademia Nazionale di Santa Cecilia a Roma, dell'Accademia Nazionale Luigi Cherubini di Firenze e della Reale Accademia Filarmonica di Bologna.
Tra i suoi violini preferiti si ricordano lo Stradivari 1716, "Maréchal-Berthier, Vecsey" (già appartenuto a Franz von Vecsey), e lo Stradivari 1702, "Conte de Fontana" (appartenuto a David Oistrakh). Ha suonato anche su un Giovanni Battista Guadagnini del 1742, su un Roberto Regazzi a lui commissionato e su un Sergio Peresson del 1975.
Nel 1982 gli è stato conferito il premio San Giusto d'Oro dai cronisti del Friuli Venezia Giulia.
Muore a Bloomington, per i postumi di una banale operazione chirurgica, il 20 novembre 2001.

## Scritti
- Franco Gulli, Evoluzione della tecnica violinistica in rapporto ai Problemi interpretativi del nostro tempo, ds. inedito, Bloomington, 1977

## Composizioni e revisioni

### Cadenze
- Cadenze per Mozart[6][7]:
  - Concerto No.1 in Si bemolle maggiore K.207
  - Concerto No.2 in Re maggiore K.211
  - Concerto No.3 in Sol maggiore K.216
  - Concerto No.4 in Re maggiore K.218
  - Concerto No.5 in La maggiore K.219 "Turkish"
  - Adagio in Mi maggiore K.261
  - Rondò No.1 in Si bemolle maggiore K.269/261a
  - Rondò No.2 in Do maggiore K.373
- Cadenza per Tartini Sonata in Sol minore B.G5 "Il Trillo del Diavolo" (realizzazione del B.c. originale: Enrica Gulli Cavallo)
- Cadenza per Paganini Concerto No.2 in Si minore Op.7 "La campanella"
- Cadenza per Hoffmeister concerto in Re maggiore per viola

### Diteggiatura, Cadenze (e riduzione violino/pianoforte)
- Paganini Concerto No.5 in La minore MS.78 (orchestrazione: Federico Mompellio)[8]
- Paganini Concerto No.6 in Mi minore MS.75 (orchestrazione: Federico Mompellio)[9]

### Revisioni
- Bach, Partite e Sonate per violino solo BWV 1001-1006 (Ed. Suvini Zerboni, 2003)[10] «L'ultima grande fatica di uno dei più grandi didatti italiani. Un lavoro unico per profondità di elaborazione, ricchezza e originalità di suggerimenti, risultato di una personale e appassionata ricerca su Bach che fino ad oggi è stato accessibile solo dai suoi allievi dell'Università di Bloomington.»
- Beethoven, 10 Sonate per violino e pianoforte (Ed.Curci, 1981/82)[11][12][13][14]
- Paganini, 24 Capricci per violino solo Op.1[15]

### Riduzioni per violino e pianoforte (e revisione violinistica)
- Vivaldi, Concerto in La maggiore, F.1/51 (Op.9 No.2 "La Cetra", RV 345)[16]
- Vivaldi, Concerto in Sol minore, F.1/52 (Op.9 No.3 "La Cetra", RV 334)[17]